# Selenogyrus foordi
Espèce
Selenogyrus foordi est une espèce d'araignées mygalomorphes de la famille des Theraphosidae.

## Distribution
Cette espèce est endémique de Guinée. Elle se rencontre vers Keoulanta et Seringbara entre 515 et 599 m d'altitude sur le mont Nimba.

## Description
Le mâle holotype mesure 26,7 mm et la femelle paratype 52,3 mm.

## Systématique et taxinomie
Cette espèce a été décrite par Sherwood, Henrard et Van Den Spiegel en 2024.

## Étymologie
Cette espèce est nommée en l'honneur de Stefan Hendrik Foord.

## Publication originale
- Sherwood, Henrard & Van Den Spiegel, 2024 : « Selenogyrus foordi, a new selenogyrine species and the first record of the subfamily Selenogyrinae Hirst, 1908 from Guinea (Araneae: Theraphosidae). » African Invertebrates, vol. 65, no 2, p. 37-48 (texte intégral).